# Goethe-Schule (Flensborg)
Goethe-Schule (tysk) eller Goethe-Skolen (dansk) er et tysk gymnasium i Flensborg. Med sin markante kuppel og sin beliggenhed på Jørgensby dominerer skolen en del af bybilledet i bymidten. Gymnasiet kan føre sin historie tilbage til en 1875 oprettede landbrugsskole og en 1884 oprettede handelsskole. Begge skoler blev senere lagt sammen. I 1893/1894 blev skolen omdannet til et prøjsisk overrealskole. Skolen havde fra 1896 til huse i lokaler på Hans-Christiansen-Huset på Museumsbjerget. I 1914 begyndte byggeriet af den nye markante skolebygning i Bismarksgade på byens østlige højder. Den blev bygget i Heimatschutzstil (hvilken svarer til den danske Bedre Byggeskik). Bygningen stod færdig i 1919 og blev med sin fremtrædende placering et synlig modstykke til byens første gymnasium på byens vestlige højde. Bygningskomplekset bestod de første år kun af midterfløjen og nordfløjen. Først i 1927 kom sydfløjen til. Ved siden af skolebygningen fører Skt. Jørgen-trappe ned til indrebyen.
Gennem årene har skolen skiftet navn adskillige gange. Først hed skolen bare Gymnasium II og Landbrugsskole. I 1933 blev skolen omdøbt til Adolf-Hitler-Skolen. Det nuværende navn fik skolen først i 1949 i anledning af digteren Goethes 200 års fødselsdag. Skolen havde i skoleåret 2014/2015 712 elever. 

## Kendte studenter fra skolen
- Jörg Asmussen (* 1966), politiker (S) og økonom